# 比伯巴赫河 (美因河支流)
50°9′39″N 11°7′6″E / 50.16083°N 11.11833°E

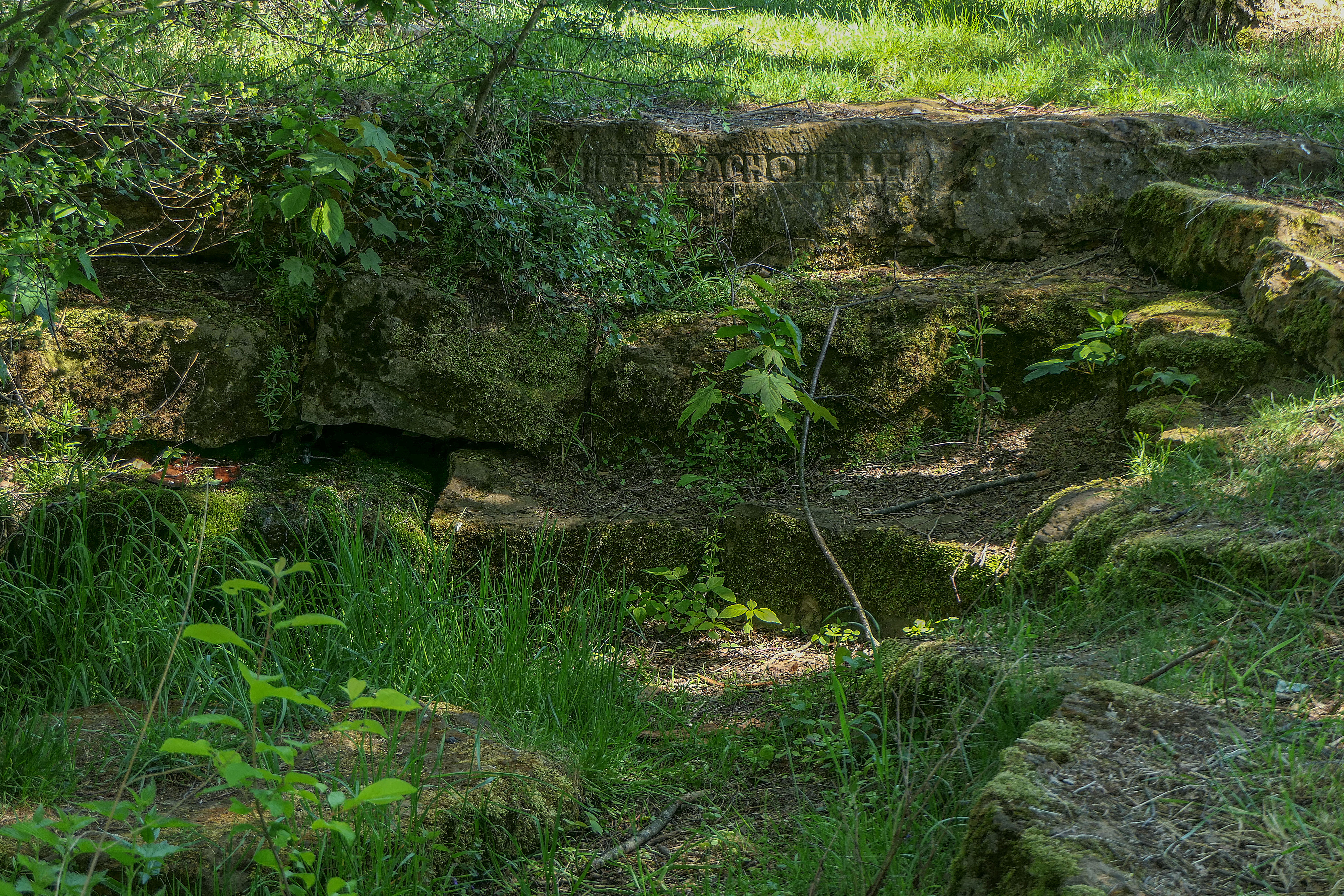

比伯巴赫河（德語：Biberbach），是德國的河流，位於該國東南部，由巴伐利亞負責管轄，屬於美因河的右支流，河道全長13公里，流域面積28平方公里，發源自松訥費爾德以北，河口處在米歇勞。